# Poster Girl
Poster Girl ist ein US-amerikanischer Dokumentar-Kurzfilm aus dem Jahr 2010. Im Jahr 2011 war der Film für einen Academy Award nominiert. 

## Vorgeschichte
Die Filmemacherin Sara Nesson arbeitete im Sommer 2008 an einer Dokumentation mit dem Namen Iraq Paper Scissors über das Combat Paper Project, bei dem Kriegsheimkehrer mit posttraumatischer Belastungsstörung aus ihren Uniformen Papier herstellen und dieses dann zu Büchern oder Kunstgegenständen verarbeiten. Eine der Teilnehmerinnen, Sergeant Robynn Murray, fiel Nesson während der Dreharbeiten auf und Nesson fragte, ob sie Murray mit der Kamera begleiten dürfe. Murray willigte ein und ließ sich zwei Jahre mit der Kamera begleiten. Robynn Murray meldete sich nach der High School zur Army und war ab Mai 2004 im Irak stationiert. Sie meldete sich zur Civil Affairs Division mit dem Ziel, den Menschen im Irak zu helfen. Wenige Tage nach ihrer Ankunft wurde Murray allerdings als MG-Schütze in Fahrzeugkonvois eingesetzt. In der Folge wurde Murray zu einem Aushängeschild für weibliche Soldaten und unter anderem auf dem Cover eines Army-Magazins abgebildet.

## Handlung
Die Kamera begleitet Murray, die an posttraumatischer Belastungsstörung leidet, bei Behördengängen, zu Therapien und in sehr privaten Momenten, in denen Murray unter anderem, einem endgültigen Zusammenbruch nahe, mit bloßen Händen ein Loch in die Wand ihres Schlafzimmers schlägt. Nesson filmt Murray bei ihren Aktivitäten für die Iraq Veterans against War und im Combat Paper Project. Murray spricht über ihre Erfahrungen im Irak und wie sehr sie bedauert, was sie dort getan hat. Im Abspann wird erwähnt, dass Murrays posttraumatische Belastungsstörung von der Army anerkannt wurde. 

## Nominierungen
- Oscarverleihung 2011: Nominierung als Bester Dokumentar-Kurzfilm